# يان غلاس
يان غلاس (بالإنجليزية: Ian Glass) هو عالم فلك جنوب أفريقي، ولد في 5 سبتمبر 1939.